# Osmia pikei
Osmia pikei là một loài Hymenoptera trong họ Megachilidae. Loài này được Cockerell mô tả khoa học năm 1907.